# Daimanjaureh
Daimanjaureh är en sjö i Strömsunds kommun i Jämtland och ingår i Ångermanälvens huvudavrinningsområde. Sjön har en area på 0,0423 kvadratkilometer och ligger 793,9 meter över havet. Sjön avvattnas av vattendraget Västra Daimanjukke.

## Delavrinningsområde
Daimanjaureh ingår i det delavrinningsområde (721176-143679) som SMHI kallar för Utloppet av Daimanjaureh. Medelhöjden är 803 meter över havet och ytan är 0,23 kvadratkilometer. Räknas de 6 avrinningsområdena uppströms in blir den ackumulerade arean 31,99 kvadratkilometer. Västra Daimanjukke som avvattnar avrinningsområdet har biflödesordning 3, vilket innebär att vattnet flödar genom totalt 3 vattendrag innan det når havet efter 338 kilometer. Avrinningsområdet består mestadels av kalfjäll (84 procent). Avrinningsområdet har 0,04 kvadratkilometer vattenytor vilket ger det en sjöprocent på 15,9 procent.